# Jesper Skibby
Jesper Skibby (nascido em 21 de março de 1964) é um ex-ciclista de estrada dinamarquês, que foi um dos mais populares do seu país, não só por causa de seu talento, mas também por causa de sua sagacidade e suas brincadeiras constantes.
Defendeu as cores da sua nação nos Jogos Olímpicos de Atlanta 1996 — foi o décimo primeiro na prova de estrada individual.

## Carreira
Tornou-se profissional em 1986.
Skibby competiu para a equipe holandesa TVM, de 1991 à 1997, mas mudou-se para a equipe dinamarquesa Team home - Jack & Jones em 1998, onde terminou sua carreira ativa no ano de 2000.
Tem participado 11 vezes no Tour de France, completou 8 vezes, e venceu a 5ª etapa entre Avranches e Évreux em 1993. Além disso, é um dos ciclistas a vencer etapas em todas as Grandes Voltas (Tour de France, Giro d'Italia e Volta à Espanha), e o único dinamarquês.
Skibby venceu a corrida de etapa no Eneco Tour em 1997, depois de uma épica fuga na última etapa, bem como numerosas etapas individuais em outras corridas.

## Dopagem
Em novembro de 2006, Skibby lançou sua autobiografia, na qual confessa ter usado dopagem por mais de 10 anos. Em 1991 ele começou a usar esteroides, em 1992, hormônios do crescimento e testosterona, e em 1993, ele também estava usando a EPO. Ele alega que pediu pessoalmente as drogas, e não cita quaisquer outros ciclistas e contatos no livro.

## Família
Sua irmã, Karina Skibby, é uma ciclista olímpica, e o seu pai Willy Skibby, também.